# Тринитрорезорцин
Тринитрорезорцин (2,4,6-тринитро-1,3-диоксибензол, стифни́новая кислота́, ТНР) — химическое соединение C6H(NO2)3(OH)2. Бризантное взрывчатое вещество.

## Открытие
Тринитрорезорцин впервые был получен в 1808 г. французским химиком М. Э. Шеврёлем. В 1846 г. Р. Х. Бёттгер и Виль, вновь получившие это вещество, назвали его стифниновой кислотой (от греч. Styphnos "вяжущий"). В 1871 г. Штенхузом и Шредером было показано, что стифниновая кислота является продуктом нитрования резорцина.

## Свойства
Представляет собой светло-желтые кристаллы гексагональной системы.
Тринитрорезорцин — довольно сильная кислота и по своим свойствам сходен с тринитрофенолом. Являясь двухосновной кислотой, он может образовывать средние и кислые соли. Средние соли его так же стойки, как соли тринитрофенола. Концентрированный водный раствор тринитрорезорцина растворяет железо и цинк с выделением водорода, особенно легко протекает реакция при нагревании. На медь, серебро, свинец, олово и кадмий он не действует. Карбонаты разлагаются тринитрорезорцином с выделением углекислоты.
Все соли тринитрорезорцина (особенно соли тяжелых металлов) — сильновзрывчатые вещества.

## Получение и применение
Тринитрорезорцин получают нитрованием резорцина смесью азотной и серной кислот. Применяют для получения тринитрорезорцината свинца (ТНРС), являющегося инициирующим взрывчатым веществом.